# Gainesville (Geòrgia)
Gainesville és una població dels Estats Units a l'estat de Geòrgia. Segons el cens del 2006 tenia 34.818 habitants.

## Demografia
Segons el cens del 2000, Gainesville tenia 25.578 habitants, 8.537 habitatges, i 5.438 famílies. La densitat de població era de 364,7 habitants/km².
Dels 8.537 habitatges en un 31,2% hi vivien nens de menys de 18 anys, en un 43,1% hi vivien parelles casades, en un 15,2% dones solteres, i en un 36,3% no eren unitats familiars. En el 29,5% dels habitatges hi vivien persones soles el 10,7% de les quals corresponia a persones de 65 anys o més que vivien soles. El nombre mitjà de persones vivint en cada habitatge era de 2,79 i el nombre mitjà de persones que vivien en cada família era de 3,39.
Per edats la població es repartia de la següent manera: un 25% tenia menys de 18 anys, un 15,1% entre 18 i 24, un 30,6% entre 25 i 44, un 16,8% de 45 a 60 i un 12,5% 65 anys o més.
L'edat mediana era de 30 anys. Per cada 100 dones de 18 o més anys hi havia 95,6 homes.
La renda mediana per habitatge era de 36.605 $ i la renda mediana per família de 43.734 $. Els homes tenien una renda mediana de 24.729 $ mentre que les dones 25.075 $. La renda per capita de la població era de 19.128 $. Entorn del 16,1% de les famílies i el 21,8% de la població estaven per davall del llindar de pobresa.

## Poblacions més properes
El següent diagrama mostra les poblacions més properes.